# Mineralni bani (obchtina)
Mineralni bani (bulgare : Минерални бани) est une obchtina de l'oblast de Khaskovo en Bulgarie.